# Elliott Carter
Elliott Cook Carter Jr. (Nova Iorque, 11 de dezembro de 1908 - 5 de novembro de 2012) foi um compositor estadunidense. Foi aluno de Nadia Boulanger em Paris 1930, em seguida, retornou aos Estados Unidos. Após uma fase neoclássica, passou a escrever música atonal, ritmicamente complexa. As suas composições orquestrais e de música de câmara têm sido tocadas em todo o mundo, bem como obras a solo instrumental e peças vocais.

## Biografia
O pai de Carter, Elliott Carter, era um empresário. Enquanto adolescente ele desenvolveu um interesse pela música e foi incentivado pelo compositor Charles Ives (que vendia seguros para a sua família). Carter formou-se em Harvard, seus professores foram Walter Piston e Gustav Holst. Recebeu um mestrado em música em 1932. Em seguida, foi para Paris para estudar com Nadia Boulanger (tal como fez o Aaron Copland, George Gershwin e muitos outros compositores americanos). Carter trabalhou com Boulanger partir de 1932-35 e em 1935 ele recebeu um doutoramento em música (Mus D) a partir da École Normale, em Paris. Mais tarde, em 1935, voltou para os E.U. onde dirigiu o Ballet Caravan.
Recebeu o Prémio Pulitzer de Música em 1960 por String Quartet No. 2 e em 1973 por String Quartet No. 3.
Eliott Carter morreu aos 103 anos em sua casa em Nova Iorque vítima de causas naturais. Sepultado no Green-Wood Cemetery.

## Obras selecionadas
- Pocahontas (Ballet) (1938-39)
- The Defense of Corinth (1942)
- Symphony No. 1 (1942, revised 1954)
- Elegy for Viola and Piano (1943)
- Holiday Overture (1944, revised 1961)
- Piano Sonata (1945-46)
- The Minotaur (Ballet) (1947)
- Cello Sonata (1948)
- Woodwind Quintet (1948)
- Eight Etudes and a Fantasy for Wind Quartet (1949)
- String Quartet No.1 (1951)
- Variations for Orchestra (1954–1955)
- String Quartet No.2 (1959)
- Double Concerto for piano, harpsichord and 2 chamber orchestras (1959-61)
- Piano Concerto (1964)
- Eight Pieces for Four Timpani (1950/66)
- Concerto for Orchestra (1969)
- String Quartet No.3 (1971)
- Brass Quintet (1974)
- Duo for Violin & Piano (1974)
- A Mirror on Which to Dwell for Soprano and Ensemble (1975)
- A Symphony of Three Orchestras (1976)
- Syringa for Mezzo-Soprano, Bass-Baritone, Guitar and Ensemble (1978)
- Three Poems of Robert Frost for Baritone and Ensemble (1942, orchestrated 1980)
- Night Fantasies for Piano (1980)
- In Sleep, in Thunder for Tenor and Ensemble (1981)
- Changes for Guitar (1983)
- Triple Duo (1983)
- Penthode (1985)
- String Quartet No.4 (1986)
- Oboe Concerto (1986-1987)
- Three Occasions for Orchestra (1986-89)

1. A Celebration of Some 150x100 Notes
2. Remembrance
3. Anniversary

- Violin Concerto (1989)
- Quintet for Piano and Winds (1991)
- Trilogy for Oboe and Harp (1992)

1. Bariolage for Harp
2. Inner Song for Oboe
3. Immer Neu for Oboe and Harp

- Of Challenge and of Love for Soprano and Piano (1994)
- String Quartet No.5 (1995)
- Symphonia: Sum Fluxae Pretiam Spei (1993-96)

1. Partita
2. Adagio Tenebroso
3. Allegro Scorrevole

- Clarinet Concerto (1996)
- What Next? (opera in one act) (1997)
- Luimen for Ensemble (1997)
- Quintet for Piano and Strings (1997)
- Tempo e Tempi for Soprano, Oboe, Clarinet, Violin and Cello (1998-99)
- Two Diversions for Piano (1999)
- Four Lauds for Solo Violin (1999, 1984, 2000, 1999)
- ASKO Concerto (2000)
- Oboe Quartet (2001)
- Cello Concerto (2001)
- Boston Concerto (2002)
- Dialogues for Piano and Orchestra (2003)
- Three Illusions for Orchestra (2002-04)

1. Micomicón
2. Fons Juventatis
3. More's Utopia

- Mosaic for Harp and Ensemble (2004)
- Réflexions for Ensemble (2004)
- Soundings for Piano and Orchestra (2005)
- Intermittences for Piano (2005)
- Catenaires for Piano (2006)
- In the Distances of Sleep for Voice and Ensemble (2006)
- Horn Concerto (2007)
- Interventions for Piano and Orchestra (2007)
- Clarinet Quintet (2007)
- Figment IV for Viola Solo (2007)
- Tinntinabulation for percussion sextet (2008)
- Wind Rose for wind ensamble (2008)
- Duettino for violin and cello (2008)
- Flute Concerto (2008)

## Discografia parcial
- Sonata for Flute, Oboe, Cello and Harpsichord; Sonata for Cello and Piano; Double Concerto for Harpsichord and Piano With Two Chamber Orchestras. Paul Jacobs, hpschd; Joel Krosnick, cello; Gilbert Kalish, piano; The Contemporary Chamber Ensemble, Arthur Weisberg, cond. Elektra/Nonesuch 9 79183-2.
- String Quartets Nos. 1 and 2. The Composers Quartet. Elektra/Nonesuch 9 71249-2
- Piano Concerto; Variations for Orchestra. Ursula Oppens, piano; Cincinnati Symphony Orchestra, Michael Gielen, cond. New World Records, NW 347-2.
- Triple Duo; Clarinet Concerto; short pieces. Nouvel Ensemble Moderne, Lorraine Vaillancourt, cond. ATMA Classique, ACD2 2280.
- Complete Music for Piano. Charles Rosen, Piano. Bridge 9090.
- Vocal Works (1975-81): A Mirror on Which to Dwell; In Sleep, In Thunder; Syringa; Three Poems of Robert Frost. Speculum Musicae with Katherine Ciesinki, mezzo; Jon Garrison, tenor; Jan Opalach, bass; Christine Schadeberg, soprano. Bridge, BCD 9014.
- Dialogues; Boston Concerto; Cello Concerto; ASKO Concerto. Nicolas Hodges, piano; Fred Sherry, cello; London Sinfonietta, BBC Symphony Orchestra, ASKO Ensemble, Oliver Knussen, cond. Bridge 9184.

### Entrevistas
- American Gothic: An Interview with Elliott Carter, by Andy Carvin, 1992
- A January 1994 interview with Elliott Carter by Phil Lesh
- NewMusicBox: Elliott Carter in conversation with Frank J. Oteri, 2000
- MusicMavericks.PublicRadio.org: An interview with Elliot Carter by Alan Baker, Minnesota Public Radio, July 2002
- Elliott Carter interview by Bruce Duffie, June 1986

### Ouvir
- Elliott Carter: A Life In Music, a documentary (1983)
- Art of the States: Elliott Carter three works by the composer
- Elliott Carter interview from American Mavericks site